# Julius Kalaš
Julius Kalaš (pseudonymy: Luis Kassal, Cajus) (18. srpna 1902, Praha – 12. května 1967 tamtéž) byl český hudební skladatel, pedagog a klavírista.

## Život
Vystudoval gymnázium v Praze a Pražskou konzervatoř. Byl žákem Jaroslava Křičky a Josefa Bohuslava Foerstra. Po dokončení studia na konzervatoři pokračoval na mistrovské škole u Josefa Suka. Souběžně studoval práva na Karlově univerzitě a v roce 1930 se stal doktorem práv. Až do roku 1948 pracoval jako úředník Zemského finančního ředitelství v Praze. Kromě toho působil jako dirigent a autor scénické hudby u divadla Na Slupi, Nového divadla Oldřicha Nového, Národního divadla a dalších pražských divadel.
V roce 1948 se stal profesorem na katedře Zvuk a hudba ve filmu Filmové fakulty Akademie múzických umění v Praze. V letech 1949–1950 byl děkanem a v letech 1950–1957 proděkanem Filmové fakulty. Současně působil jako funkcionář v různých hudebních organizacích (Ochranný svaz autorský, Dilia). Byl prvním předsedou Českého hudebního fondu i předsedou Syndikátu českých filmových umělců a techniků.
Byl autorem jak vážné hudby orchestrální a komorní, tak i hudby populární. Značnou část jeho díla tvoří operety a hudební komedie. Nejvíce však proslul jako skladatel filmové hudby. Podílel se rovněž na vzniku hudebního pěveckého souboru Kocourkovští učitelé. Byl jejich uměleckým vedoucím a klavíristou. Kocourkovští učitelé vystupovali v kabaretech, na koncertech, na zájezdech, v estrádách i ve filmu.
Pohřben je v Praze na Vyšehradském hřbitově. Za své zásluhy získal v roce 1965 titul zasloužilý umělec.

## Dílo

### Opera
- Nepokoření (libreto Miloš Václav Kratochvíl, 1960)

### Balet
- Slavnost v Coqueville op. 80 (podle Émila Zoly, 1955)

### Vokální skladby
- Balada o Krasnoarmějci Ivanovi. Mužský sbor, op. 3 (1924)
- 3 ženské sbory na slova Karla Tomana, op. 6 (1931)
- Jménem Páně. Kantáta op. 33 (1939)
- Kejklíř. Kantáta na slova Otakara Fischera, op. 37 (1939)
- Jen dál! Kantáta na slova Jana Nerudy, op. 70 (1951);
- Polka jede. Kantáta na slova Jana Nerudy, op. 72 (1952);
- 125 satyrických balad a písní pro pěvecké sexteto.

### Skladby pro orchestr
- Slavnostní ouvertura, op. 2 (1924)
- Symfonie Domažlická, op. 4 (1927–28)
- Ouvertura pro orchestr, op. 7 (1931)
- Serenáda pro smyčce Es dur, op. 50 (1944)
- Vzkříšení. Symfonická báseň, op. 51 (1945)
- Koncert pro violoncello a orchestr (1949)
- Koncert pro violu a orchestr, op. 69 (1950)
- Fantazie pro violoncello a orchestr (1952)
- Slavík a růže. Symfonická báseň pro flétnu a orchestr podle Oscara Wilda (1956)
- Bubny míru. Symfonický obraz (1960)

### Operety
- Láska nezná hranice, op. 17 (1934)
- Bílá paní, op. 42 (1941)
- Komediant, op. 48 (1943)
- Valašská nevěsta, op. 75 (1953)
- Mlynářka z Granady, op. 78 (1954)
- Dovolená z Andělem, op. 76 (1955)
- Učitel tance (1969)

### Komorní skladby
- Smyčcový kvintet A-dur, op. 1 (1924)
- 2 skladby pro klavír (1925)
- Moře. 3 skladby pro klavír (1925)
- Kvartettino G-dur (1928)
- Smyčcový kvartet f-moll (1942)
- Arabesky pro klavír (1946)

### Hudba k filmům
- Fantom Morrisvillu, 1966
- Král Králů, 1963
- Mezi nebem a zemí, 1958
- Páté kolo u vozu, 1957
- Nejlepší člověk, 1954
- Krejčovská povídka, 1953
- Večery s Jindřichem Plachtou, 1953
- Slovo dělá ženu, 1952
- Nejlepší tip, 1951
- Císařův pekař – Pekařův císař, 1951
- Dnes o půl jedenácté, 1949
- Pytlákova schovanka aneb Šlechetný milionář, 1949
- Rodinné trampoty oficiála Tříšky, 1949
- Vzbouření na vsi, 1949
- Na dobré stopě, 1948
- Parohy, 1947
- Muži bez křídel, 1946
- Velký případ, 1946
- 13. revír, 1946
- Čtrnáctý u stolu, 1943
- Baron Prášil, 1940
- Katakomby, 1940
- Panna, 1940
- Vandiny trampoty, 1938
- Advokátka Věra, 1937
- Děvče za výkladem, 1937
- Lidé na kře, 1937
- Jízdní hlídka, 1936
- Komediantská princezna, 1936
- Švadlenka, 1936
- Velbloud uchem jehly, 1936
- Tři muži na silnici (slečnu nepočítaje), 1935
- U nás v Kocourkově, 1934
- Dům na předměstí, 1933
- Obrácení Ferdyše Pištory, 1931